# Laena angulifemoralis
Laena angulifemoralis – gatunek chrząszcza z rodziny czarnuchowatych i podrodziny omiękowatych.
Gatunek ten został opisany w 1996 przez Kimio Masumoto i redeskrybowany w 2001 roku przez Wolfganga Schawallera. Miejscem typowym jest Binchuan Xian w górach Jizu Shan.
Chrząszcz o ciele długości od 6,6 do 7,9 mm. Przedplecze sercowate, o brzegach bocznych obrzeżonych, tylnym brzegu nieobrzeżonym i niezagiętym w dół, kątach tylnych zaokrąglonych; jego powierzchnia pokryta małymi, w większości opatrzonymi długimi szczecinkami punktami oddalonymi od siebie 3–7 średnice. Na pokrywach brak rowków, tylko ułożone w rzędy punkty, wielkości tych na przedpleczu i opatrzone długimi szczecinkami. Na płaskich międzyrzędach mniejsze, rozproszone punkty opatrzone szczecinkami. Samiec ma wszystkie uda kanciaste dystalnie i przednie golenie w części odsiebnej szerokie, o równoległych krawędziach.
Owad endemiczny dla Chin, znany tylko z Junnanu.